# جوانا بارتل
جوانا بارتل (بالبولندية: Joanna Bartel)‏ هي ممثلة بولندية، ولدت في 29 ديسمبر 1952 في شفينتوخوفيتسه في بولندا.

## وصلات خارجية
- جوانا بارتل على موقع IMDb (الإنجليزية)
- جوانا بارتل على موقع قاعدة بيانات الفيلم (الإنجليزية)